# Bahía Gil
La bahía Gil es un cuerpo de agua ubicado en la costa norte del golfo San Jorge, en el departamento Florentino Ameghino, en la Provincia del Chubut (Patagonia argentina). Se halla a 27 km al sur en línea recta de la ciudad de Camarones. Se encuentra aproximadamente en la posición geográfica 45°02′40″S 65°41′27″O / -45.04444, -65.69083. Se trata de una pequeña bahía orientada al este, separada por una estrecha lengua de tierra de la bahía Gil en el oeste, a partir de estas dos bahía se forma la península San Antonio, en cuyo extremo se halla el cabo del Sur. En su interior se hallan las caletas Hornos y San Roque. En la parte occidental de esta bahía la costa se presenta más protegida.
El 9 de marzo de 1535 Simón de Alcazaba y Sotomayor fundó en la caleta Hornos, en la Bahía Gil, el efímero Puerto de los Leones, que duró hasta el 17 de junio de 1535, cuando fue abandonado después de ser asesinado Alcazaba. La población debía ser la capital de la gobernación de Nueva León, otorgada por el Rey de España a Alcazaba en 1534 y que incluía todas las tierras desde el Atlántico al Pacífico, al sur del paralelo 36º S.
El nombre de esta caleta fue dado en el año 1789 en el marco de la expedición cartográfica organizada por la Corona española, a cargo de Alejandro Malaspina, en la cual le dieron el nombre en honor del capitán de fragata y comandante del "Andaluz", Francisco Gil de Taboada y Lemos.